# Brady Corporation
Die Brady Corporation ist ein amerikanischer, international tätiger Hersteller von Kennzeichnungs- und Arbeitssicherheitslösungen für Gebäude, Produkte und Personen.

## Überblick
Das Produktangebot des Unternehmens umfasst Etiketten, Software, Drucksysteme, Etikettenapplikatoren und Datenerfassungssysteme, Schilder, Sicherheitsgeräte und Präzisionsstanzteile für die Bereiche Herstellung, Elektronik, Telekommunikation und eine Vielzahl anderer Märkte. Die Kernkompetenzen der Brady Corporation sind Sonderlösungen aus Spezialmaterialien. Das 1914 gegründete Unternehmen beschäftigt weltweit etwa 6.500 Mitarbeiter in Niederlassungen in den Vereinigten Staaten, in Europa, im asiatisch-pazifischen Raum, in Lateinamerika und in Kanada.

## Das Unternehmen Brady

### Historische Daten
1914 wurde das Unternehmen von William H. Brady in Eau Claire im US-Bundesstaat Wisconsin unter dem Namen W. H. Brady Co. gegründet und mit der Produktion und dem Vertrieb von Kalendern, Verkaufsständern und Straßenschildern. In den 1940er-Jahren entwickelte die W. H. Brady Co. vorgedruckte selbstklebende Kabelmarkierer, die auch in aggressiven Umgebungen haften und starken Temperaturschwankungen standhalten. Diese Kabelmarkierer werden von nun an vorwiegend in Schiffen und Flugzeugen verwendet. 1945 meldete man das Patent für einen Haftetikettenspender an.
In den 1950er-Jahren stieg die W. H. Brady Co. mit neuen Betrieben und Partnerschaften in Kanada, Mexiko und Großbritannien in den internationalen Vertrieb ein. Es folgten Expansionen in den 1960er Jahren in Europa. Bis Ende der 1970er eröffnet Brady Betriebe in Belgien, Schweden und Deutschland und in den 1980er Jahren gründete man Niederlassungen in Asien, Australien, Hong Kong, Japan und Singapur. Ab 1990 nahm Brady seine Geschäftstätigkeit auch in Brasilien, China, Malaysia, den Philippinen, Südkorea und Taiwan auf. Gleichzeitig entwickelte man eine Etikettensoftware, mit der die Kunden Etiketten selbst erstellen und vor Ort nach Bedarf drucken können. Im Jahre 1998 wurde das Unternehmen in Brady Corporation umbenannt. Wegen hoher Verluste in Asien und Europa im Quartalsjahr 2012 entschied sich die Brady Corporation dazu, Standorte entweder zusammenzulegen oder zu verkaufen unter der Begründung, dass man sich nun wieder mehr auf das Kerngeschäft konzentrieren wolle. Unter anderem wurde der Standort Etimark (Division of Brady) mit Sitz in Bad Nauheim an einen Privatinvestor verkauft. Das Geschäft heißt heute nur noch Etimark. Ebenso wurde der Standort in Syke an einen Investor veräußert. Der Standort Egelsbach bleibt als Sitz von Brady Deutschland erhalten. 

### Börse
1984 wurde Brady mit der Ausgabe von Stammaktien erstmals an der Nasdaq notiert. Seit 1999 wird die Brady-Aktie an der New York Stock Exchange unter BRC gehandelt.

### Brady weltweit
Die BRADY Corporation ist in mehr als 70 Ländern durch regionale Fertigung, Vertrieb, Service und Lagerhaltung präsent und beliefert zudem zahlreiche Vertragshändler. Der Hauptsitz des Unternehmens befindet sich in Milwaukee, Wisconsin, U.S.A. BRADY ist an der New Yorker Börse (NYSE) und an der Berliner Börse gelistet. Die Hauptgeschäftsfelder des Unternehmens sind Kennzeichnung und Schutz von Gebäuden, Produkten und Menschen. Brady ist weltweit in den folgenden Ländern vertreten: USA, Brasilien, Kanada, Mexiko, Philippinen, China, Hongkong, Japan, Indien, Australien, Singapur, Südkorea, Taiwan, Malaysia, Deutschland, Italien, Spanien, Schweden, Norwegen, Dänemark, Türkei, Belgien, England, Frankreich, Slowakei, Ungarn, Rumänien und Polen.
2009 gehören die folgenden Unternehmen zum Brady Konzern:
- Emedco, PCI Technology, JAM, TruMed Technologies,
- IDenticard, IDenticam, Clement, Personnel Concepts,
- SPC, Electromark, Asterisco, Brandon, CIPI, Prinzing,
- STOPware, Daewon Industry, Accidental Health & Safety,
- Carroll, QDPT, TPS, ID Technologies PTE Ltd., Etimark,
- Texit, Signs & Labels Ltd., Scafftag, Transposafe, Bigbadge, Tradex und Modernotecnica
- Balkhausen Division of Brady GmbH
- SETON Division

### Brady in Europa
Brady hat in Europa Niederlassungen in Deutschland, Italien, Spanien, Schweden, Norwegen, Dänemark, Türkei, Belgien, England, Frankreich, Slowakei, Ungarn, Rumänien und Polen. 14 dieser insgesamt 26 Standorte sind Produktionsstätten.
Brady ist in Deutschland seit 1973 vertreten. Zunächst in Rödermark, mit Produktion und Vertrieb. Nach Verlagerung der Produktion in die Europazentrale nach Belgien, erfolgte der Umzug des Vertriebes nach Langen. Ursprünglich firmierte das Unternehmen als W.H. Brady, woraus später die Brady GmbH entstand. An dem verbleibenden Standort in Egelsbach beschäftigt sie über 150 Mitarbeiter im Vertrieb, in der Produktion und der Logistik.

## Produkte
Brady produziert und vertreibt:
- Produkte für Kennzeichnungs- und Sicherungsanwendungen, wie Schilder und Markierer sowie die dafür notwendigen Drucker und Computerprogramme
- Produkte für die Kabelkennzeichnung, inklusive Etikettenmaterialien und Werkzeug für die Draht- und Kabelmarkierung in den Bereichen Elektrik und Telekommunikation
- Kennzeichnungsprodukte, darunter Etiketten und Schilder zur Einstufung und Kennzeichnung von Chemikalien nach GHS
- Präzisionsstanzteile, darunter spezifische Stanz- und Schlitzmaterialien für Mobiltelefone, Pager, CD-Laufwerke und elektronische Komponenten für den Automobilsektor
- langnachleuchtende Schilder
- Lockout/Tagout-Wartungssicherungen